# Круглое (Полтавская область)
Круглое (укр. Кругле) — село,
Першотравневый сельский совет,
Зеньковский район,
Полтавская область,
Украина.
Код КОАТУУ — 5321384004. Население по переписи 2001 года составляло 41 человек.

## История
Село указано на специальной карте Западной части России Шуберта 1826-1840 годов как хутор Круглика

## Географическое положение
Село Круглое находится в 3-х км от левого берега реки Ташань,
на расстоянии в 1 км от села Килочки.